# Aleksey Tarakanov
Aleksey Tarakanov (tiếng Belarus: Аляксей Тараканаў; tiếng Nga: Алексей Тараканов; sinh 26 tháng 3 năm 1996) là một cầu thủ bóng đá Belarus. Tính đến năm 2017, anh thi đấu cho Isloch Minsk Raion.